# ČD 362 sorozat
A ČD 362 sorozat egy 140 km/h sebességű villamosmozdony-sorozat, amelyet az egyetlen prototípustól eltekintve a ČD 363 sorozatból építettek át, miután Csehországban a fővonalak nagy részét felújították és igény keletkezett még több 120 km/h-nál nagyobb sebességű mozdonyokra a személyforgalomban. Beceneve: "Pershing".
Az utolsóként legyártott, eredetileg ES499-1182 (363.182) pályaszámú mozdony 1990-ben készült, és mivel ez már 140 km/h-ra engedélyezett forgóvázzal készült, ezért ez a gép a 362.001 pályaszámot kapta. A Železničná spoločnosť Slovensko a.s.(ŽSSK) tulajdona. A többi 362-es sorozatú mozdony 363-asokból lett átalakítva.
- ES499-1182 (363.182) = 362.001
- ES499-1148 (363.148) = 362.002
- ES499-1149 (363.149) = 362.003
- ES499-1150 (363.150) = 362.004
- ES499-1151 (363.151) = 362.005
- ES499-1152 (363.152) = 362.006
- ES499-1154 (363.154) = 362.007
- ES499-1155 (363.155) = 362.008
- ES499-1156 (363.156) = 362.009
- ES499-1157 (363.157) = 362.010 "Bohuš"
- ES499-1176 (363.176) = 362.011 "Zuzanka"
- ES499-1177 (363.177) = 362.012
- ES499-1178 (363.178) = 362.013
- ES499-1179 (363.179) = 362.014
- ES499-1180 (363.180) = 362.015
- ES499-1181 (363.181) = 362.016

Csehországban a České Dráhy 1993-tól 2007-ig átalakított 22 db 363-as mozdonyt 362-essé eredeti számuk második 3 számjegyének megtartásával: 362 060, 112, 118, 119, 120, 121, 122, 123, 124, 158, 161, 164, 165, 166, 167, 168, 170, 171, 172, 173, 174, 175.
Hasonló átalakításra Szlovákiában is sor került, lásd ŽSSK 362.
Az alábbi pályaszámú, pozsonyi honállomású gépek, (a nap pontos jelölésével) bejárhatnak a magyar vasúti hálózatra is:
- ES499 - 1182 (363.182) = 362.001 - 2015.02.18-tól
- ES499 - 1148 (363.148) = 362.002 - 2015.01.15-től
- ES499 - 1149 (363.149) = 362.003 - --------------
- ES499 - 1150 (363.150) = 362.004 - 2013.08.01-től
- ES499 - 1151 (363.151) = 362.005 - 2013.08.01-től
- ES499 - 1152 (363.152) = 362.006 - --------------
- ES499 - 1154 (363.154) = 362.007 - --------------
- ES499 - 1155 (363.155) = 362.008 - 2015.01.15-től
- ES499 - 1156 (363.156) = 362.009 - 2013.08.01-től
- ES499 - 1157 (363.157) = 362.010 - 2015.01.15-től
- ES499 - 1176 (363.176) = 362.011 - --------------
- ES499 - 1177 (363.177) = 362.012 - 2015.02.18-tól
- ES499 - 1178 (363.178) = 362.013 - --------------
- ES499 - 1179 (363.179) = 362.014 - 2013.08.01-től
- ES499 - 1180 (363.180) = 362.015 - 2015.01.15-től
- ES499 - 1181 (363.181) = 362.016 - --------------